# Seconde guerre anglo-sikhe
Pour les articles homonymes, voir Guerre anglo-sikhe.

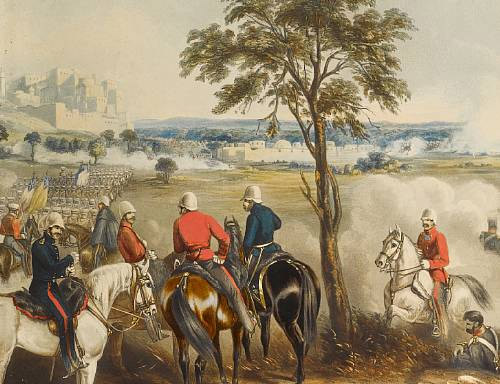
La bataille de Goojerat le 21 février 1849, peinture de Henry Martens.

La seconde guerre anglo-sikhe est une guerre entre le royaume sikh du Pendjab et la Compagnie anglaise des Indes orientales entre 1848 et 1849. Il en résulta la division partielle du royaume sikh et l'annexion du Pendjab et de ce qui devint la province de la frontière nord-est par la Compagnie anglaise des Indes orientales.